# 38083 Радамант
38083 Радамант — транснептуновий об'єкт. Виявлений 1999 року глибоким дослідженням екліптики. Спочатку був класифікований як плутино, але таким уже не є  . Названий на честь міфологічного Радаманта з грецької міфології.